# NGC 5548
NGC 5548 ist eine Seyfertgalaxie vom Typ 1 mit einem bläulich-weiß leuchtenden, sehr kompakten Kern. Ihr Spektrum zeigt Absorptionserscheinungen im UV- und Röntgenbereich, die charakteristisch sind für mit hoher Geschwindigkeit ausströmendes Gas. NGC 5548 gehört zu den am besten untersuchten Seyfertgalaxien.

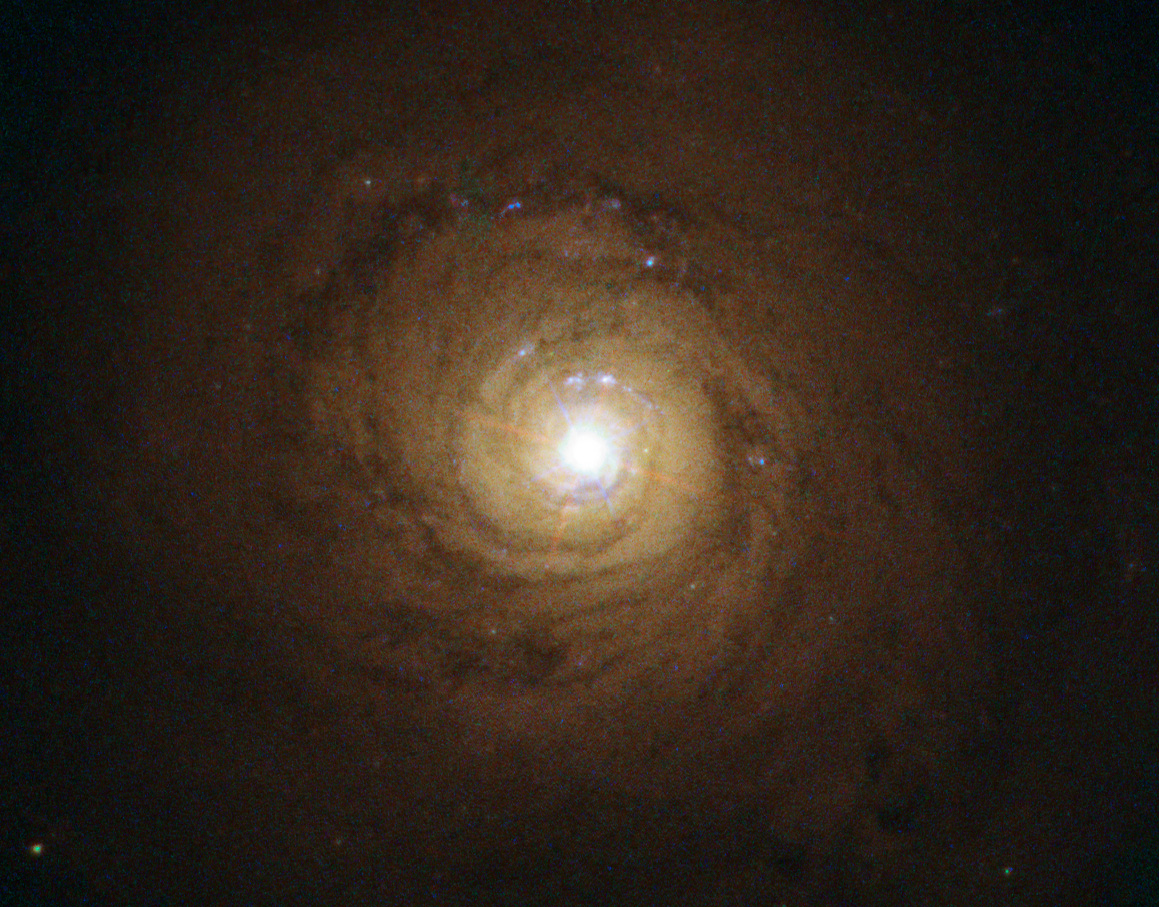
Aufnahme des Zentrums von NGC 5548 mithilfe des Hubble-Weltraumteleskops

Das Objekt wurde am 19. Mai 1784 von William Herschel entdeckt.